# 1. česká hokejová liga 2017/2018
1. česká hokejová liga 2017/18 byla 25. ročníkem druhé nejvyšší soutěže v ledním hokeji na území České republiky. Z předchozího ročníku extraligy do tohoto ročníku sestoupil tým HC Energie Karlovy Vary, do extraligy postoupil tým HC Dukla Jihlava. Z první ligy po sezóně 2016/2017 sestoupil tým HC Most, který vystřídal VHK Robe Vsetín. Soutěž byla v tomto ročníku nesestupová a po jeho skončení do soutěže přibyl jeden tým ze druhé ligy.
První zápasy se odehrály 9. září 2017.

## Kluby podle krajů
- Hlavní město Praha: HC Slavia Praha
- Středočeský kraj: HC Benátky nad Jizerou, Rytíři Kladno
- Jihočeský kraj: ČEZ Motor České Budějovice
- Ústecký kraj: HC Stadion Litoměřice, SK Kadaň, HC Slovan Ústí nad Labem
- Vysočina: SK Horácká Slavia Třebíč
- Olomoucký kraj: LHK Jestřábi Prostějov, HC Zubr Přerov
- Moravskoslezský kraj: AZ Residomo Havířov, HC Frýdek-Místek
- Zlínský kraj: VHK Robe Vsetín
- Karlovarský kraj: HC Energie Karlovy Vary

## Systém soutěže

### Základní část
V první lize hrálo obdobně jako v předešlé sezóně 14 klubů. V základní části se celky střetly každý s každým dvakrát na domácím hřišti a dvakrát na hřišti soupeře, celkem se tedy odehrálo 52 kol.

### Playoff
Prvních 8 týmů postoupilo do čtvrtfinále playoff. Ve čtvrtfinále playoff se utkal první s osmým, druhý se sedmým, třetí se šestým a čtvrtý s pátým (podle pořadí v základní části). Všechny čtvrtfinálové série se hrály na čtyři vítězná utkání. Postoupivší ze čtvrtfinále spolu vytvořili dvojice v semifinále, a to tím způsobem, že tým nejlépe postavený v tabulce po základní části se utkal s mužstvem nejhůře postaveným a zbylé dva týmy vytvořily druhou dvojici. Vítězové těchto dvou semifinále, jež se hrála na čtyři vítězná utkání, postoupili do baráže o extraligu, v níž se utkaly se dvěma nejhoršími extraligovými týmy po zápasech o umístění.
Pro 9. až 14. tým základní části sezóna skončila, playout se totiž nehrálo.

## Tabulka
| Poř. | Tým                        | Z  | V  | VP | PP | P  | VG  | OG  | B   |
| ---- | -------------------------- | -- | -- | -- | -- | -- | --- | --- | --- |
| 1.   | HC Energie Karlovy Vary    | 52 | 30 | 6  | 7  | 9  | 170 | 84  | 109 |
| 2.   | ČEZ Motor České Budějovice | 52 | 30 | 4  | 3  | 15 | 158 | 104 | 101 |
| 3.   | Rytíři Kladno              | 52 | 27 | 6  | 4  | 15 | 172 | 119 | 97  |
| 4.   | HC Slavia Praha            | 52 | 26 | 5  | 4  | 17 | 149 | 117 | 92  |
| 5.   | HC Zubr Přerov             | 52 | 25 | 6  | 2  | 19 | 147 | 135 | 89  |
| 6.   | LHK Jestřábi Prostějov     | 52 | 23 | 7  | 3  | 19 | 168 | 138 | 86  |
| 7.   | AZ Residomo Havířov        | 52 | 22 | 5  | 5  | 20 | 138 | 133 | 81  |
| 8.   | VHK ROBE Vsetín            | 52 | 20 | 8  | 4  | 20 | 168 | 144 | 80  |
| 9.   | SK Horácká Slavia Třebíč   | 52 | 22 | 5  | 2  | 23 | 122 | 130 | 78  |
| 10.  | HC Frýdek-Místek           | 52 | 20 | 4  | 8  | 20 | 133 | 144 | 76  |
| 11.  | HC Stadion Litoměřice      | 52 | 20 | 3  | 6  | 23 | 135 | 150 | 72  |
| 12.  | HC Slovan Ústí nad Labem   | 52 | 18 | 1  | 9  | 24 | 149 | 185 | 65  |
| 13.  | HC Benátky nad Jizerou     | 52 | 11 | 1  | 4  | 36 | 118 | 227 | 39  |
| 14.  | SK Kadaň                   | 52 | 7  | 2  | 2  | 41 | 105 | 222 | 27  |

| Vysvětlivka                    |
| ------------------------------ |
| Postup do čtvrtfinále play off |
| Sezóna pro daný tým skončila   |

## Hráčské statistiky základní části

### Kanadské bodování
Toto je konečné pořadí hráčů podle dosažených bodů. Za jeden vstřelený gól nebo přihrávku na gól hráč získal jeden bod.
| Poř. | Hráč            | Tým                                              | Z  | G  | A  | B  | TM | +/- |
| ---- | --------------- | ------------------------------------------------ | -- | -- | -- | -- | -- | --- |
| 1.   | Tomáš Nouza     | LHK Jestřábi Prostějov                           | 50 | 21 | 36 | 57 | 20 | 10  |
| 2.   | Tomáš Divíšek   | LHK Jestřábi Prostějov                           | 48 | 24 | 32 | 56 | 28 | 13  |
| 3.   | Jan Rudovský    | LHK Jestřábi Prostějov                           | 46 | 19 | 30 | 49 | 81 | -3  |
| 4.   | David Březina   | VHK ROBE Vsetín                                  | 52 | 24 | 23 | 47 | 8  | 26  |
| 5.   | Patrik Machač   | Rytíři Kladno                                    | 50 | 17 | 27 | 44 | 36 | 20  |
| 6.   | Jaroslav Roubík | HC Slovan Ústí nad Labem                         | 42 | 15 | 29 | 44 | 26 | 2   |
| 7.   | Václav Nedorost | ČEZ Motor České Budějovice                       | 51 | 16 | 27 | 43 | 50 | 13  |
| 8.   | Jakub Flek      | HC Energie Karlovy Vary                          | 50 | 22 | 20 | 42 | 12 | 23  |
| 9.   | Daniel Vrdlovec | HC Slovan Ústí nad Labem HC Energie Karlovy Vary | 51 | 15 | 27 | 42 | 14 | -14 |
| 10.  | Tomáš Rachůnek  | HC Energie Karlovy Vary                          | 43 | 14 | 28 | 42 | 28 | 24  |

### Hodnocení brankářů
Toto je konečné pořadí nejlepších deset brankářů.
| Poř. | Hráč             | Tým                        | Z  | MIN  | OG  | PZ   | PS   | POG  | Úsp%  |
| ---- | ---------------- | -------------------------- | -- | ---- | --- | ---- | ---- | ---- | ----- |
| 1.   | Filip Novotný    | HC Energie Karlovy Vary    | 38 | 2291 | 49  | 912  | 961  | 1.28 | 94.90 |
| 2.   | Dominik Frodl    | HC Slavia Praha            | 39 | 2232 | 75  | 968  | 1043 | 2.02 | 92.81 |
| 3.   | Jakub Neužil     | LHK Jestřábi Prostějov     | 45 | 2663 | 100 | 1229 | 1329 | 2.25 | 92.48 |
| 4.   | Petr Kváča       | ČEZ Motor České Budějovice | 32 | 1919 | 56  | 667  | 723  | 1.75 | 92.25 |
| 5.   | Lukáš Dostál     | SK Horácká Slavia Třebíč   | 20 | 1212 | 49  | 570  | 619  | 2.43 | 92.08 |
| 6.   | Jaroslav Pavelka | VHK ROBE Vsetín            | 20 | 1131 | 41  | 473  | 514  | 2.18 | 92.02 |
| 7.   | David Gába       | ČEZ Motor České Budějovice | 21 | 1143 | 39  | 450  | 489  | 2.05 | 92.02 |
| 8.   | Lukáš Daneček    | HC Frýdek-Místek           | 23 | 1234 | 50  | 559  | 609  | 2.43 | 91.79 |
| 9.   | Lukáš Cikánek    | Rytíři Kladno              | 32 | 1791 | 61  | 670  | 731  | 2.04 | 91.66 |
| 10.  | Ondřej Bláha     | ČEZ Motor České Budějovice | 29 | 1590 | 64  | 684  | 748  | 2.42 | 91.44 |

## Změny během sezóny

### Výměny trenérů
V průběhu sezóny došlo ke změnám trenérů. Jejich přehled je uveden v tabulce:
| Tým                        | Datum změny       | Kolo | Odvolaný trenér             | Nově nastoupivší trenér         |
| -------------------------- | ----------------- | ---- | --------------------------- | ------------------------------- |
| SK Kadaň                   | 30. září 2017     | 9    | Robert Kaše a Kamil Koláček | Jiří Čelanský a Miroslav Buchal |
| ČEZ Motor České Budějovice | 13. října 2017    | 12   | Antonín Stavjaňa            | Marian Jelínek                  |
| AZ Residomo Havířov        | 14. prosince 2017 | 31   | Martin Janeček              | Jiří Režnar                     |
| SK Kadaň                   | 29. prosince 2017 | 34   | Jiří Čelanský               | Miroslav Buchal a Petr Klíma    |

## Play-off

### Pavouk
|  | Čtvrtfinále                | Čtvrtfinále                |                         |       | Semifinále | Semifinále |  |  | Baráž | Baráž |
|  |                            |                            |                         |       |            |            |  |  |       |       |
|  |                            |                            |                         |       |            |            |  |  |       |       |
|  | HC Energie Karlovy Vary    | 4                          |                         |       |            |            |  |  |       |       |
|  | HC Energie Karlovy Vary    | 4                          |                         |       |            |            |  |  |       |       |
|  | VHK ROBE Vsetín            | 0                          |                         |       |            |            |  |  |       |       |
|  | VHK ROBE Vsetín            | 0                          | HC Energie Karlovy Vary | 4     |            |            |  |  |       |       |
|  |                            |                            | HC Energie Karlovy Vary | 4     |            |            |  |  |       |       |
|  |                            | HC Slavia Praha            | 0                       |       |            |            |  |  |       |       |
|  | HC Slavia Praha            | HC Slavia Praha            | 0                       | 4     |            |            |  |  |       |       |
|  | HC Slavia Praha            |                            |                         | 4     |            |            |  |  |       |       |
|  | HC Zubr Přerov             | 0                          |                         |       |            |            |  |  |       |       |
|  | HC Zubr Přerov             | 0                          | HC Energie Karlovy Vary | Baráž |            |            |  |  |       |       |
|  |                            |                            | HC Energie Karlovy Vary | Baráž |            |            |  |  |       |       |
|  |                            | Rytíři Kladno              | Baráž                   |       |            |            |  |  |       |       |
|  | Rytíři Kladno              | Rytíři Kladno              | Baráž                   | 4     |            |            |  |  |       |       |
|  | Rytíři Kladno              |                            |                         | 4     |            |            |  |  |       |       |
|  | LHK Jestřábi Prostějov     | 2                          |                         |       |            |            |  |  |       |       |
|  | LHK Jestřábi Prostějov     | 2                          | Rytíři Kladno           | 4     |            |            |  |  |       |       |
|  |                            |                            | Rytíři Kladno           | 4     |            |            |  |  |       |       |
|  |                            | ČEZ Motor České Budějovice | 1                       |       |            |            |  |  |       |       |
|  | ČEZ Motor České Budějovice | ČEZ Motor České Budějovice | 1                       | 4     |            |            |  |  |       |       |
|  | ČEZ Motor České Budějovice |                            |                         | 4     |            |            |  |  |       |       |
|  | AZ Residomo Havířov        | 1                          |                         |       |            |            |  |  |       |       |
|  | AZ Residomo Havířov        | 1                          |                         |       |            |            |  |  |       |       |

### Čtvrtfinále

#### Karlovy Vary (1.) - Vsetín (8.)
- HC Energie Karlovy Vary - VHK ROBE Vsetín 5:1 (1:0, 3:1, 1:0)
- HC Energie Karlovy Vary - VHK ROBE Vsetín 5:0 (1:0, 3:0, 1:0)
- VHK ROBE Vsetín - HC Energie Karlovy Vary 0:6 (0:2, 0:2, 0:2)
- VHK ROBE Vsetín - HC Energie Karlovy Vary 2:5 (0:1, 1:3, 1:1)

Konečný stav série 4:0 na zápasy pro HC Energie Karlovy Vary.

#### České Budějovice (2.) - Havířov (7.)
- ČEZ Motor České Budějovice - AZ Residomo Havířov 5:0 (1:0, 2:0, 2:0)
- ČEZ Motor České Budějovice - AZ Residomo Havířov 4:2 (2:1, 1:1, 1:0)
- AZ Residomo Havířov - ČEZ Motor České Budějovice 1:4 (1:1, 0:2, 0:1)
- AZ Residomo Havířov - ČEZ Motor České Budějovice 3:1 (0:0, 3:1, 0:0)
- ČEZ Motor České Budějovice - AZ Residomo Havířov 3:0 (0:0, 2:0, 1:0)

Konečný stav série 4:1 na zápasy pro ČEZ Motor České Budějovice.

#### Kladno (3.) - Prostějov (6.)
- Rytíři Kladno - LHK Jestřábi Prostějov 4:2 (0:0, 2:2, 2:0)
- Rytíři Kladno - LHK Jestřábi Prostějov 2:1 (0:0, 0:0, 2:1)
- LHK Jestřábi Prostějov - Rytíři Kladno 4:3 SN (2:0, 0:3, 1:0 - 0:0)
- LHK Jestřábi Prostějov - Rytíři Kladno 3:2 PP (1:1, 1:0, 0:1 - 1:0)
- Rytíři Kladno - LHK Jestřábi Prostějov 3:2 (1:2, 2:0, 0:0)
- LHK Jestřábi Prostějov - Rytíři Kladno 3:4 PP (1:2, 1:0, 1:1 - 0:1)

Konečný stav série 4:2 na zápasy pro Rytíři Kladno.

#### Slavia Praha (4.) – Přerov (5.)
- HC Slavia Praha – HC Zubr Přerov 2:1 PP (1:1, 0:0, 0:0 – 1:0)
- HC Slavia Praha – HC Zubr Přerov 2:1 (0:1, 1:0, 1:0)
- HC Zubr Přerov – HC Slavia Praha 3:6 (1:2, 2:2, 0:2)
- HC Zubr Přerov – HC Slavia Praha 1:3 (0:2, 1:1, 0:0)

Konečný stav série 4:0 na zápasy pro HC Slavia Praha.

### Semifinále

#### Karlovy Vary (1.) - Slavia Praha (4.)
- HC Energie Karlovy Vary - HC Slavia Praha 4:3 PP (2:0 ,0:3, 1:0 - 1:0)
- HC Energie Karlovy Vary - HC Slavia Praha 4:0 (1:0, 2:0, 1:0)
- HC Slavia Praha - HC Energie Karlovy Vary 1:2 (1:0, 0:0, 0:2)
- HC Slavia Praha - HC Energie Karlovy Vary 0:3 (0:0, 0:2, 0:1)

Konečný stav série 4:0 na zápasy pro tým HC Energie Karlovy Vary, který tak postoupil do baráže o extraligu..

#### České Budějovice (2.) - Kladno (3.)
- ČEZ Motor České Budějovice - Rytíři Kladno 1:3 (0:0, 0:1, 1:2)
- ČEZ Motor České Budějovice - Rytíři Kladno 2:3 PP (1:1, 0:0, 1:1 - 0:1)
- Rytíři Kladno - ČEZ Motor České Budějovice 4:2 (2:1, 1:1, 1:0)
- Rytíři Kladno - ČEZ Motor České Budějovice 2:4 (1:0, 1:3, 0:1)
- ČEZ Motor České Budějovice - Rytíři Kladno 2:5 (0:2, 0:1, 2:2)

Konečný stav série 1:4 na zápasy pro tým Rytíři Kladno, který tak postoupil do baráže o extraligu..

## Kvalifikace o 1. ligu
V kvalifikaci o 1. ligu se utkají vítězní semifinalisté společného play off skupin západ a střed a vítěz play off skupiny východ 2. ligy. Vítěz kvalifikační skupiny získá právo účasti v dalším ročníku 1. ligy, která se tak rozšíří na 15 účastníků.

### Tabulka kvalifikace
| Vysvětlivka                |
| -------------------------- |
| Účastník 1. ligy 2018/2019 |
| Účastník 2. ligy 2018/2019 |

| Poř. | Tým                        | Z | V | VP | PP | P | VG | OG | B |
| ---- | -------------------------- | - | - | -- | -- | - | -- | -- | - |
| 1.   | HC RT Torax Poruba         | 4 | 3 | 0  | 0  | 1 | 19 | 13 | 9 |
| 2.   | BK Havlíčkův Brod          | 4 | 3 | 0  | 0  | 1 | 16 | 10 | 9 |
| 3.   | HC Vlci Jablonec nad Nisou | 4 | 0 | 0  | 0  | 4 | 9  | 21 | 0 |

- Do dalšího ročníku 1. ligy postoupil tým HC RT Torax Poruba. Při rovnosti bodů i skóre ze vzájemných zápasů nerozhodl ani rozdíl celkového skóre. Poruba postoupila díky kritériu více nastřílených branek.

### Přehled zápasů
- 5. dubna:
  - HC Vlci Jablonec nad Nisou - HC RT Torax Poruba 3:6 (2:3, 0:2, 1:1)
- 7. dubna:
  - BK Havlíčkův Brod - HC Vlci Jablonec nad Nisou 6:2 (4:1, 0:1, 2:0)
- 9. dubna:
  - HC RT Torax Poruba - BK Havlíčkův Brod 5:4 (2:0, 0:2, 3:2)
- 11. dubna:
  - HC RT Torax Poruba - HC Vlci Jablonec nad Nisou 6:3 (1:1, 0:2, 5:0)
- 13. dubna:
  - HC Vlci Jablonec nad Nisou - BK Havlíčkův Brod 1:3 (1:3, 0:0, 0:0)
- 15. dubna:
  - BK Havlíčkův Brod - HC RT Torax Poruba 3:2 (1:1, 1:0, 1:1)